# Jeetendra
Jeetendra (zwany też Jeetender, urodz. 7 kwietnia 1942 jako Ravi Kapoor w Mumbaju, Indie) – popularny aktor Bollywoodu, który zaczął swoją karierę w latach 1950. Zagrał w ponad 200 filmach. Największym jego sukcesem był Farz. Pełen wigoru taniec w tym filmie, a także w Humjoli (1970) i Caravan (1971) sprawił, że nadano mu przydomek Jumping Jack. Dużą popularność widzów (mimo krytyk filmowych znawców) zyskał w filmach Justice Chaudhry (1982), Mawaali (1983), Himmatwala (1983) i Tohfa (1984).
Ożenił się z Shobha Kapoor. Ma z nią syna, też aktora Tusshar Kapoora (Yeh Dil, Shootout at Lokhandwala) i córkę producentkę filmową Ekta Kapoor, która kieruje wytwórnią Balaji Telefilms. U boku swojego syna wystąpił w 2002 roku w wyprodukowanym przez córkę filmie Kucch To Hai.

## Wybrana filmografia
- Navrang (1959)
- Geet Gaya Pattharon Ne (1964) – Vijay
- Farz (1967) – Gopal
- Suhaag raat (1968 film)
- Jigri Dost (1969) – Gopi
- Jeene Ki Raah (1969)
- Dharti Kahe Pukar Ke (1969)
- Humjoli (1970) – Rajesh
- Khilona (1970) – Mohan Singh
- Caravan (1971) – Mohan
- Parichay (1972) – Ravi
- Bidaai (1974) – Sudhakar
- Khushboo (1975) – Brindaban
- Nagin (1976) – Nag
- Dharam Veer (1977) – Veer
- Badalte Rishtey (1978) – Sagar
- Swarg Narak (1978) – Mohan
- Jaani Dushman (1979) – Amar
- The Burning Train (1980) – złodziej
- Justice Chaudhry (1982) – Justice RK Chaudhary
- Mawaali (1983)
- Himmatwala (1983) – Ravi
- Tohfa (1984) – Ramu
- Dosti Dushmani (1986)
- Tamacha (1988) – Rajiv
- Zahreelay(1990) – emerytowany oficer armii
- Dil Aashna Hai (1992) – książę Arjun
- Maa (1992)
- Zamana Deewana (1995) – Madanlal Malhotra
- Dushman Duniya Ka (1996) – Mahesh
- Mother (1999)
- Kucch To Hai (2003) – ojciec Karana
- Om Shanti Om (2007) – gościnnie